# Sekondi Eleven Wise FC
El Sekondi Eleven Wise Football Club o Sekondi Wise Fighters és un club de futbol de la ciutat de Sekondi, Ghana. Els seus colors són el vermell i el blanc.

## Història
El club va ser fundat l'any 1919 per treballadors del ferrocarril de Ghana. Va guanyar la lliga del país el 1960, encapçalats pel davanter Edward Acquah.

## Palmarès
- Lliga ghanesa de futbol: [6]
  - 1960
- Copa ghanesa de futbol: [7]
  - 1982
- Ghana SWAG Cup: 
  - 1980
- Ghana Telecom Gala: 
  - 1978